# Sterkia clementina
Sterkia clementina é uma espécie de gastrópode da família Chondrinidae.
É endémica dos Estados Unidos da América.